# Маргит Ковач
Маргит Ковач (на унгарски: Kovács Margit) е известна унгарска скулпторка и керамичка.

## Биография
Родена е на 30 ноември 1902 г. в Дьор, тогава в Австро-Унгария. Интерес към керамиката развива през 20-те години и отива да учи във Виена при известната австрийска керамичка от това време Херта Бюхер. След това учи в Мюнхен и Копенхаген.
Нейната първа изложба е в Будапеща през 1928 г. Следва период на плодотворна работа и Ковач продължава да твори през Втората световна война. Тя изработва статуи, чинии, гравирани плочи и други. Основни теми на работата ѝ са библейските истории, семейният живот и други.
През 1972 г. тя дарява повечето от творбите си на Пещенския общински музей в Сентендре, където през 1973 г. отваря врати музей с нейни произведения.
Ковач умира на 4 юни 1977 година в Будапеща.

## Галерия
- Керамично пано върху сградата на старата поща в Будапеща
- Керамично пано при Виенската порта на крепостта на Буда
- Керамично пано в Будапеща
- Статуя на Мадоната с младенеца в крепостта на Буда
- Теракотен релеф на бул. „Св. Ищван“ 21 в Будапеща
- Керамично пано в Секешфехервар
- Керамично пано на входа на музея на Маргит Ковач в Сентендре